# Катхґодам
Катхґода́м (англ. Kathgodam, гінді काठगोदाम) — місто в індійському штаті Уттаракханд, частина муніципалітету Халдвані-Катхґодам, розташована безпосередньо на північ від Халдвані. З 1884 року до міста, що на той час було селищем з 375 мешканцями, було прокладено залізницю, місто залишається останньою станцією на лінії й зараз та є важливим транспортним вузлом штату.

## Ресурси Інтернету
- Kathgodam [Архівовано 8 квітня 2009 у Wayback Machine.] Bharat online

| Індія | Це незавершена стаття з географії Індії. Ви можете допомогти проєкту, виправивши або дописавши її. |